# الفلسفة في العصر المأساوي الإغريقي
الفلسفة في العصر المأساوي الإغريقي (بالألمانية: Philosophie im tragischen Zeitalter der Griechen)‏ هو كتاب غير مكتمل ألفه الفيلسوف الألماني فريدريك نيتشه من ملحوظاته، وكانت ملحوظاته كتبت عام 1873. الكتاب يناقش أفكار خمسة فلاسفة يونانيين من القرنين الخامس والسادس قبل الميلاد، وهم طاليس الملطي وأناكسيماندر وهرقليطس وبارمينيدس وأناكساغوراس. كان نيتشه يريد أيضا أن يناقش أفكار ديموقريطوس وإيمبيدوكليس وسقراط لكن الكتاب انتهى فجأة بعد مناقشة أفكار أصل الكون لأناكساغوراس.